# Hugo Carvajal
Hugo Armando Carvajal Barrios (Puerto La Cruz, Venezuela, 1 de abril de 1960) es un ex militar, y ex político venezolano. Alcanzó el grado de mayor general del Ejército Bolivariano de Venezuela y obtuvo un cargo como diputado en la Asamblea Nacional por el estado Monagas para el período 2016-2021. Bastante reconocido por haberse desempeñado como director de la Dirección General de Contrainteligencia Militar (DGCIM) de Venezuela por más de siete años, entre julio de 2004 y diciembre de 2011 y entre abril de 2013 y enero de 2014). Alcanzó las máximas condecoraciones durante los gobiernos de Hugo Chávez y Nicolás Maduro hasta el año 2019, cuando salió del país. En el año 2021 Venezuela solicita su extradición de España por delitos de traición a la patria, entre otros.Desde septiembre de 2021, estuvo en prisión preventiva en Madrid, hasta que fue extraditado en julio de 2023 a los Estados Unidos para ser juzgado por delitos relacionados con narcotráfico y blanqueo de divisas.

## Infancia y educación
Nació en Puerto La Cruz, estado Anzoátegui, el 1 de abril de 1960. Es el segundo hijo de José Carvajal y Celenia Barrios, fue criado en Viento Fresco, un caserío de ganaderos cercano a Punta de Mata, en el estado Monagas, donde cursó la escuela primaria y vivió de manera permanente hasta su ingreso al Liceo Militar José Antonio Anzoátegui en Puerto Píritu.
Sus padres forman parte de una larga tradición familiar ganadera. Su abuelo paterno, Epifanio Peck fue un reconocido hacendado y comerciante del estado Monagas en los años 60.

## Carrera militar

### Inicios
Hugo Carvajal cursó la escuela media en el Liceo Militar José Antonio Anzoátegui, formando parte de la primera promoción de bachilleres del instituto que se graduó en julio de 1977.
Inició su carrera en la Academia Militar de Venezuela (actual Universidad Militar Bolivariana de Venezuela), de la cual egresó como Licenciado en Ciencias y Artes Militares y con la jerarquía de subteniente el 5 de julio de 1981. Formó parte de la promoción Pedro Camejo 'Negro Primero'.
Durante su estancia en esa casa de estudios conoció al oficial Hugo Chávez, quien fue su instructor y con quien entablaría luego una buena amistad. Parte de las conversaciones sostenidas con el entonces capitán Chávez lo llevó a participar el 4 de febrero de 1992 en el intento de golpe de Estado en contra del gobierno del presidente Carlos Andrés Pérez, actos por los que fue detenido y recluido por las autoridades en el Cuartel San Carlos, junto al grupo de militares que protagonizó la insurrección armada.

### Cargos ocupados

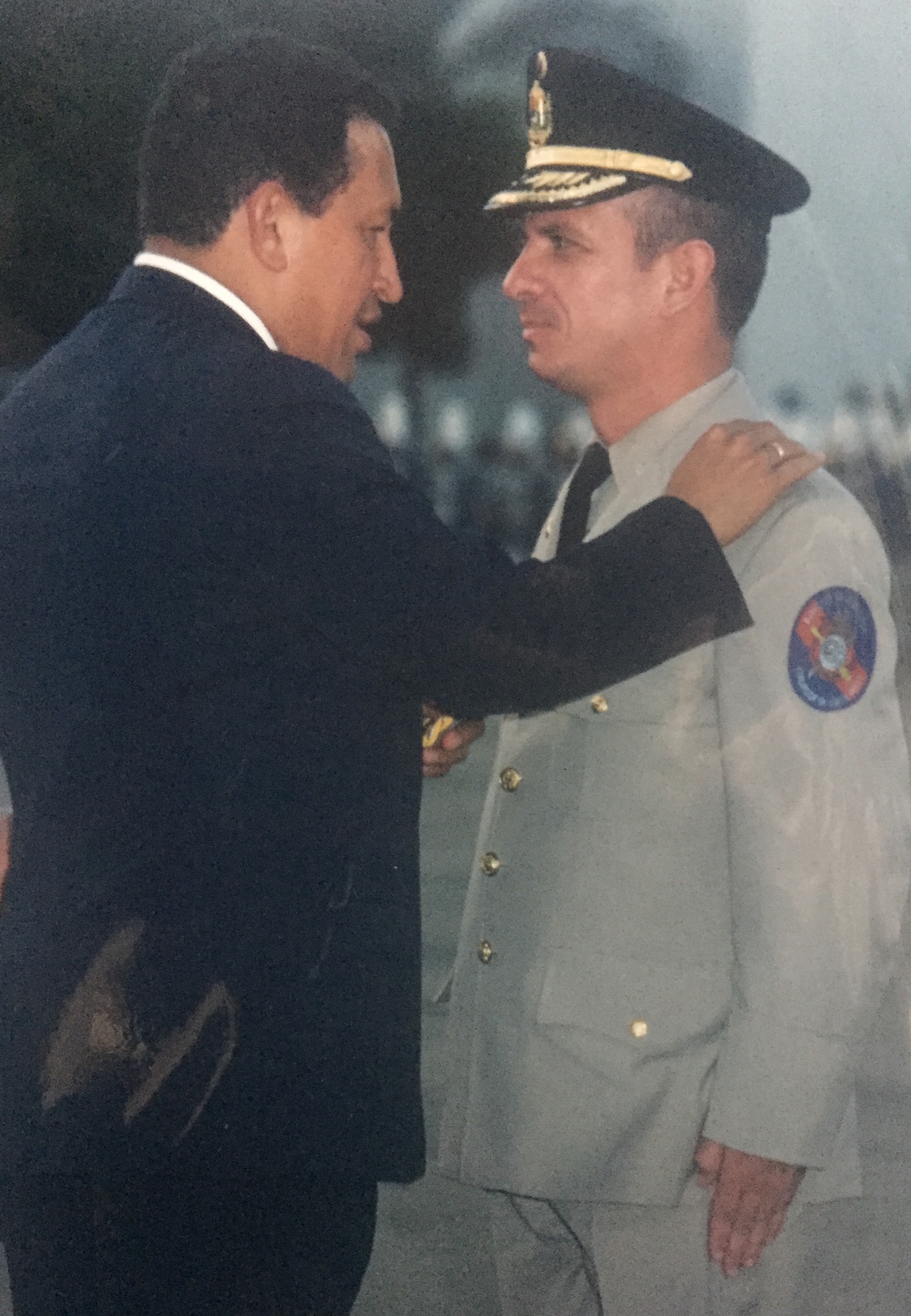
El Mayor General Hugo Carvajal Barrios con el presidente Hugo Chávez.

Durante el gobierno de Hugo Chávez en 1999, comandó el Batallón de Armamento “Capitán Manuel Toro”, uno de los más importantes del país, ubicado en el Estado Aragua. Tras ello, en 2000, fue ascendido a coronel y situado en la Dirección General Sectorial de Inteligencia Militar (DGIM) como director de Investigaciones, cargo en el que permaneció durante tres años. En 2003 asumió la subdirección y en 2004 fue ascendido al rango de General de Brigada y asumió la Dirección de la DGIM durante siete años hasta 2012, donde pasó al retiro como mayor general. 
En octubre de 2012, ya como militar retirado, fue nombrado viceministro del Sistema Integrado de Investigación Penal. Desde este cargo creó y dirigió la Oficina Nacional Contra la Delincuencia Organizada y Financiamiento al Terrorismo. Permaneció en ambos cargos hasta abril de 2013 cuando el presidente de la República, Nicolás Maduro, le encomendó asumir de nuevo la Dirección de la DGCIM durante un breve periodo de tiempo. El 16 de enero de  2014 fue designado por el gobierno como Cónsul en Aruba según se puede leer en la Gaceta Oficial Nº40.335. Sin embargo, el gobierno holandés no había aceptado de manera oficial su nombramiento, siendo arrestado por las autoridades, por tener una solicitud del gobierno de Estados Unidos a través de la DEA. El 3 de septiembre cesa su función de cónsul en Aruba.

### Expulsión de la DEA
Cuando en agosto de 2005 Chávez expulsa de Venezuela a la DEA, Carvajal era el director de la Dirección General de Inteligencia Militar (DGIM), Carvajal fue el artífice de hacer cumplir la orden, bajo la acusación de que el Departamento Antinarcóticos de Estados Unidos (DEA) “no es imprescindible” y efectuaba espionajes al gobierno, incluso Chávez acusó a la  DEA de apoyar al narcotráfico
En septiembre de 2008 Hugo Carvajal es sancionado por la Oficina de Control de Activos Extranjeros (OFAC) junto a Henry Rangel Silva director de la policía secreta venezolana, y el exministro del Interior Ramón Rodríguez Chacín.  Carvajal reclutó ese año mediante sobornos al jefe de imigración de la embajada de Estados Unidos Gerardo Chávez quien fue agregado del ICE en la embajada de EE. UU. en Caracas entre 2000 y 2005, más tarde fue descubierto y sentenciado a 90 meses de prisión luego de declararse culpable al recibir más de 170.000 dólares en sobornos y aceptar la promesa de otro pago por 87.000 dólares.

### Inteligencia militar

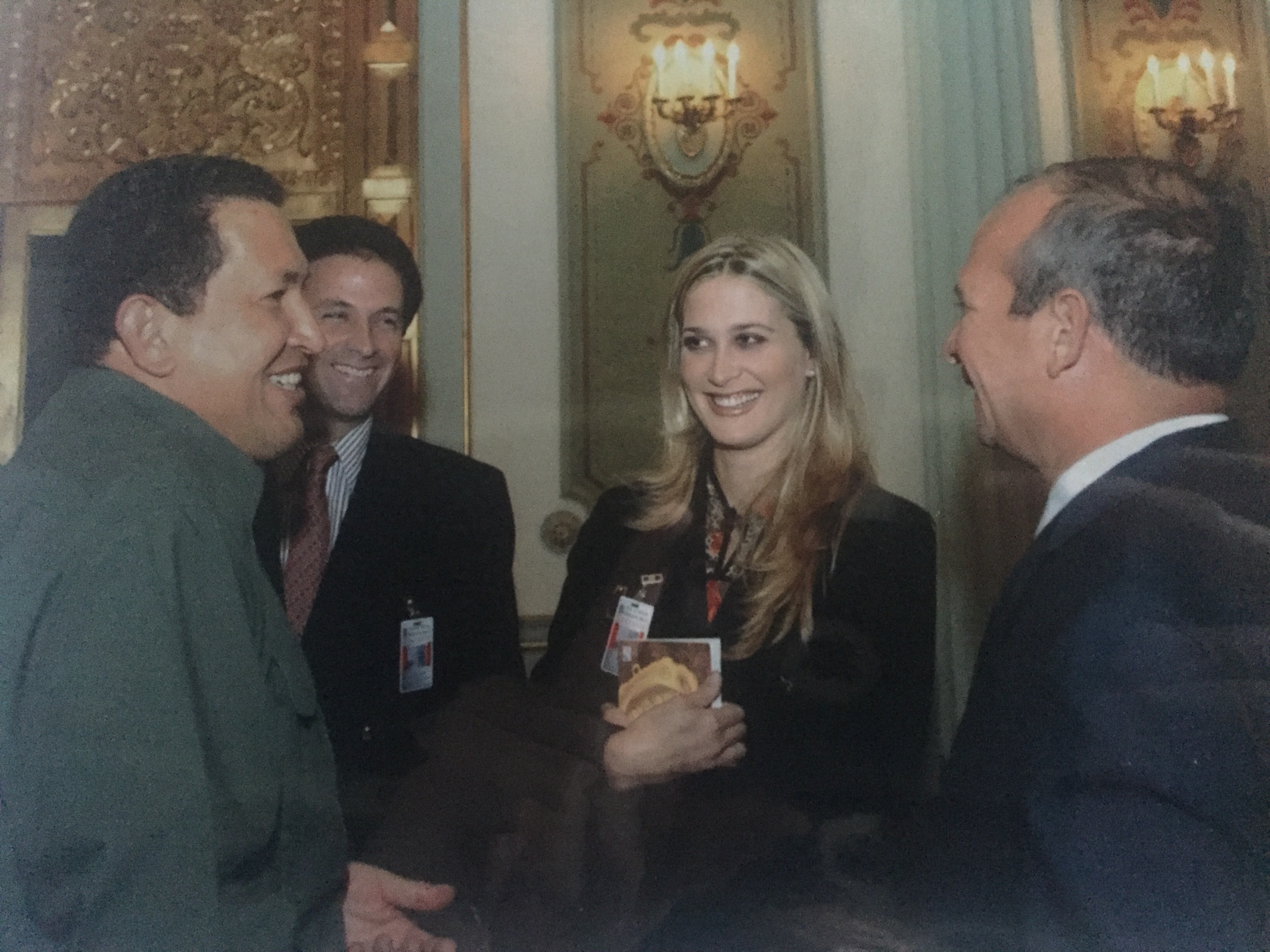
Marena Bencomo junto a su esposo, el empresario Richard Bulton y el presidente Hugo Chávez. Carvajal trabajó activamente en la resolución del secuestro de Bulton cuando fue secuestrado en Colombia.

Desde su llegada a la dirección de la DGIM, Hugo Carvajal comenzó a reformar el servicio de inteligencia militar de la nación. El principal motivo fue el anticuado esquema teórico bajo el que aún se trabajaba. Ese sistema se había formulado en los años 60 bajo la influencia de los Estados Unidos, el cual estaba basado sobre las premisas de un tipo de guerra que se encontraba totalmente desactualizado.
Al final de su primer periodo como director en 2011, sus reformas al servicio de inteligencia militar se plasmaron en la nueva estructura del Ministerio de la Defensa. Estableciendo nuevas tareas para la institución y redefiniendo su función principal de inteligencia a contrainteligencia, la reformada DGIM pasó a llamarse Dirección General de Contrainteligencia Militar “DGCIM”.
Los principios sobre los que basó su gestión fueron el apego irrestricto a la legalidad, la defensa de la soberanía nacional, la ética profesional, la responsabilidad en el manejo de las informaciones y la veracidad de las mismas.

### Lista Clinton
En 2008 la OFAC lo incluyó en la Lista Clinton o SDNT List; fue acusado de evitar que autoridades antidrogas venezolanas interceptaran envíos de droga de las FARC. También está acusado de haber provisto armas y documentos de identidad a miembros de la guerrilla colombiana. Se encuentra en la lista estadounidense de los más buscados oficiales del gobierno venezolano que están relacionados con narcotráfico, terrorismo, violación de derechos humanos, delitos de lesa humanidad, concierto para delinquir y tráfico de influencias. Tiene dos acusaciones judiciales en EE UU; en 2011 se presentó una acusación en contra de Carvajal en la Corte del Distrito Sur de Nueva York. Se le acusa de participar en una conspiración para importar cocaína a los Estados Unidos, incluido un envío de 5,6 toneladas de cocaína transportada desde Venezuela a México en abril de 2006. y el 16 de mayo de 2013 EE UU presentó una segunda acusación contra Carvajal, esta vez en la Corte del Distrito Sur de Florida donde se le señala como cómplice de cárteles colombianos de la droga, en especial de Wilber Varela, alias «Jabón».

### Pase a retiro
Tal como correspondía a toda su promoción, su pase a retiro estaba previsto para el 5 de julio de 2011, pero por solicitud del presidente de la República, sus servicios fueron requeridos por un tiempo mayor. Efectivamente, pasó a retiro en enero de 2012 e hizo entrega de la DGIM, la cual dirigió durante 7 años y medio.
En abril de 2013, sus servicios fueron requeridos nuevamente desde la Presidencia de la República, por lo que se reincorporó, siendo nombrado nuevamente como director de la DGCIM. Esta vez, ocupó el cargo hasta enero de 2014 cuando por segunda vez pasó a retiro.

### Detención en Aruba
En enero de 2014 Carvajal fue propuesto como cónsul de República Dominicana, luego fue “detenido con base en una petición del Departamento de Estado” en el aeropuerto internacional Reina Beatrix de Aruba el 24 de julio por su presunta participación en operaciones de narcotráfico. Nicolás Maduro rechazó la detención de Carvajal y envió un equipo especial a Aruba para que asumiera la tarea de asegurar su liberación. Carvajal posteriormente fue liberado. El fiscal, Peter Blanken, dijo que barcos de la marina de guerra venezolana se acercaron a las islas holandesas de Aruba para ejercer presión sobre la libertad de Carvajal.
El tiempo de detención fue de cuatro días, el gobierno de Maduro argumento que se trataba de un funcionario diplomático y que poseía inmunidad diplomática, Aruba reconoció su rango pero fue expulsado de la isla.

## Carrera política

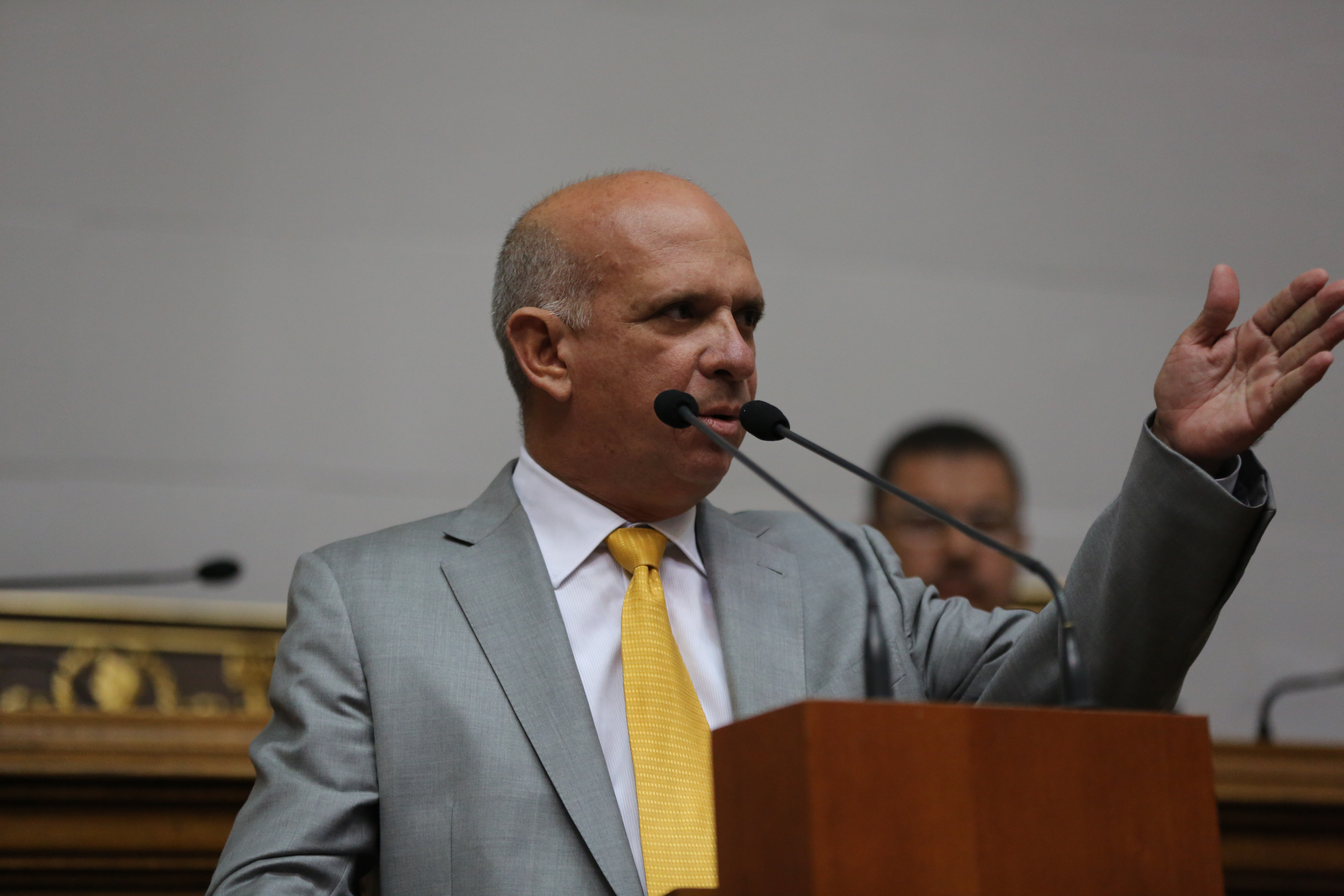
Diputado Hugo Carvajal Barrios.

Carvajal se incorporó oficialmente a la actividad política en mayo de 2015, al ser postulado como candidato a Diputado a la Asamblea Nacional de Venezuela por las bases del PSUV del circuito número 2 del Estado Monagas. Fue elegido candidato por su partido en las elecciones primarias del 28 de junio y el 6 de diciembre resultó elegido por el pueblo, de manera uninominal, para representar al Estado Monagas en la Asamblea Nacional de Venezuela.
La visión inicial que lo llevó al parlamento fue la de ganar un espacio de trabajo propio para y por el pueblo venezolano. Desde la tribuna parlamentaria, propuso mantener el legado del presidente Hugo Chávez, un proyecto social donde las decisiones y necesidades del pueblo son prioritarias.
A principio de 2016, fundó la Oficina Parlamentaria de Monagas, un espacio de contacto directo con el pueblo desde la cual, en poco más un año de gestión, dio respuesta en materia de atención social a una gran cantidad de monaguenses.

## Relación con el narcotráfico

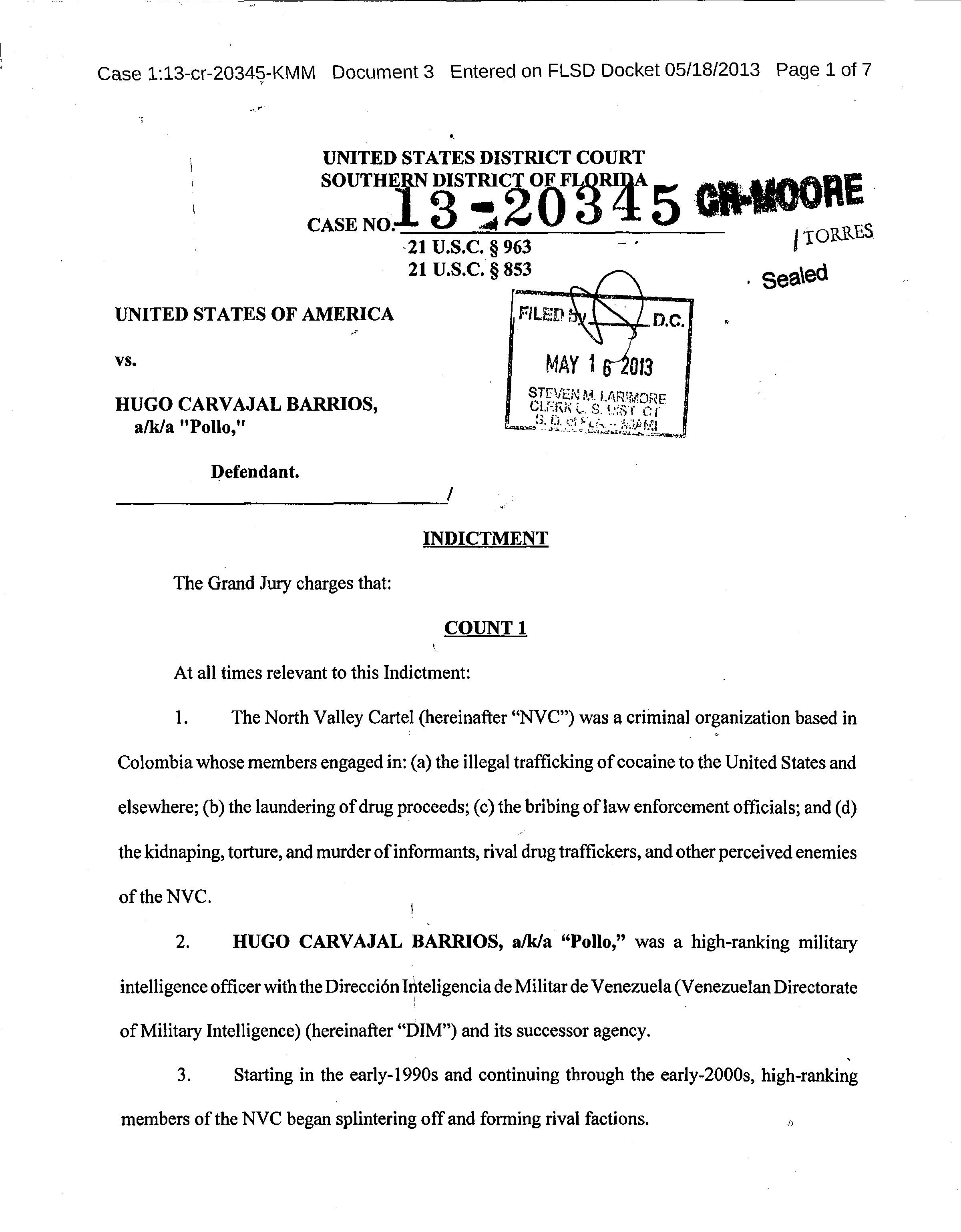
Imputación de cargos contra Hugo Carvajal en Estados Unidos.

La Oficina de Control de Bienes Extranjeros (OFAC), encargada de documentar las designaciones en el Departamento del Tesoro, señaló a Carvajal como protector de cargamentos de cocaína que la guerrilla colombiana de las FARC pasaba hacia territorio venezolano y, al mismo tiempo, le proveía armamento en su época de grupo insurgente. También fue acusado de permitir el establecimiento de bases guerrilleras en zonas inhabitadas del Estado Apure, así como de entregar a miembros de las FARC documentación para acreditarlos como funcionarios gubernamentales, con el fin que ingresaran y salieran de Venezuela con facilidad. Fue señalado por Washington de haber recibido pagos del abatido capo colombiano Wilber Varela, alias 'Jabón', a cambio de protección y otros favores. En un documento conocido como el 'Indicment', contra el general Hugo Carvajal, dice que el alto oficial, conocido popularmente como el ‘Pollo’, junto otros altos oficiales venezolanos, les permitieron a grupos narcotraficantes colombianos operar libremente, así como protección contra capturas e información de las acciones de otras autoridades en su contra. También en marzo de 2008 se encontró información y documentos en la computadora de Raúl Reyes que comprometían a Carvajal
Después de la muerte de ‘Jabón’ (enero de 2008), según la información de la OFAC, los carteles mexicanos continuaron pagándole favores a Carvajal y a otros altos oficiales venezolanos relacionados con narcotráfico y concierto para delinquir, apareciendo la noticia de forma pública y notoria en los principales diarios de EE. UU y Latinoamérica.En EE.UU: se le acusó de ser uno de los cabecillas del Cártel de los Soles.

### Retira su apoyo a Maduro
En noviembre de 2017 Hugo Cavajal hizo un "llamado a la cordura" a los dirigentes del Gobierno y de la Oposición para que busquen la manera de entenderse y evitar una tragedia mayor y advierte de la posibilidad de una guerra civil en Venezuela.
El 21 de febrero de 2019 en entrevistas con The New York Times, Hugo Carvajal, de 58 años y quien es diputado del gobernante Partido Socialista Unido de Venezuela (PSUV) exhortó a sus compañeros de armas romper filas y ayudar a los opositores a ingresar la ayuda humanitaria a través de la frontera en la ciudad de Cúcuta, expreso que ya era suficiente y  en un video expresó “Has asesinado a cientos de jóvenes en las calles por reclamar los derechos que les robaste. Eso, sin contar todos los fallecidos por la falta de medicinas y de seguridad”. así mismo acusa a varios altos funcionarios del gobierno venezolano A través de una carta pidió su retiro como diputado del PSUV en mayo de 2019.
Durante la entrevista al ex director de la DGCIM Hugo Carvajal por The New York Times, Carvajal expresó encontrarse en una disputa entre Raúl Gorrín y Nicolás Maduro durante el 2013 quien pretendía que Globovisión cambiara su línea editorial basado en los archivos de inteligencia recopilados por Carvajal para hacer presión sobre sobornos de Gorrín a altos funcionarios, entre ellos al extesorero Alejandro Andrade A Carvajal le fueron incautados dos fincas en Maturín la finca Vista Ranch y la finca Viento Fresco

## Casos judiciales

### Detención en España
El 12 de abril de 2019, Carvajal es capturado en España en la residencia de uno de sus hijos, atendiendo un pedido de extradición de Estados Unidos, siendo imputado por haberse aprovechado de su cargo como director de inteligencia militar para realizar actividades relacionadas con narcotráfico y crimen organizado.  Salió de Venezuela en febrero de 2019 luego de haber reconocido a Juan Guaidó como presidente de Venezuela. También publicó una carta abierta a Nicolás Maduro, exigiéndole que asumiera su responsabilidad por la escasez de alimentos y medicinas en Venezuela y, a los militares, que permitan el ingreso de la “ayuda humanitaria” que estuvo almacenada en Cúcuta durante varios días. Por su parte, Maduro lo acusó de “actos de traición a la patria”.
Carvajal viajó por vía marítima rumbo a República Dominicana y de ahí a España por vía aérea, donde ingresó el 18 de marzo sin ser detectado en el momento, con el nombre falso de José Mourinho. En septiembre la corte le da libertad condicional cuando la sala de la Audiencia Nacional rechazó la solicitud de extradición, que luego fue revocada por un recurso que aplicó la fiscalía.

### Fuga
Se encontraba en libertad condicional durante cinco meses y desapareció de la vista de la justicia española; luego que el gobierno español aprobara su extradición a Estados Unidos el 8 de noviembre de 2019. Fuentes judiciales corroboraron a las agencias EFE y AFP que la Audiencia Nacional española ordenó, el 8 de noviembre de 2019, el arresto de Hugo Carvajal. Sin embargo, los agentes no lo encontraron cuando fueron a su domicilio en Madrid, el exmilitar se había fugado del control de las autoridades españolas tras estar en libertad condicional, generando un inconveniente diplomático entre Estados Unidos y España.

Después de su fuga del domicilio empadronado, el 26 de mayo de 2021 el gobierno de EE. UU. ofrece una recompensa de 10 millones de dólares por la información y que lleve a su captura.  El 9 de septiembre del 2021 fue nuevamente capturado por el Cuerpo Nacional de Policía en una operación conjunta con la Agencia Antidroga de Estados Unidos y se ofreció a colaborar en un intento de no ser extraditado. Lo encontraron en un domicilio "totalmente enclaustrado, sin salir al exterior ni asomarse a la ventana, y siempre protegido por personas de confianza", según la Policía. Carvajal se había mantenido escondido 8 meses en el apartamento de Astrid Carolina Viloria en la ciudad de Madrid.En respuesta a un mensaje televisado de Diosdado Cabello calificándolo de traidor, Carvajal respondió:
"Se traiciona cuando se rompen compromisos. Mi compromiso siempre ha sido con el pueblo venezolano. Ese compromiso me unió a Chávez y me separó de Maduro, primero, y de ti, después. Todo lo hice de frente, dando la cara, asumiendo mi posición y sus consecuencias"
El gobierno de Venezuela inició el proceso de extradición de Carvajal el 21 de septiembre de 2021 solicitado al tribunal de la causa, quien tendría orden de detención que fue emitido en fecha del 26 de febrero del año 2019 por los delitos de: traición a la patria, conspiración continuada, financiamiento al terrorismo y asociación. En noviembre de 2021 denunció a España ante el Tribunal Europeo de Derechos Humanos (TEDH) en Estrasburgo sobre la cuestión del riesgo de una pena de cadena perpetua efectiva, sin posibilidad de salir de la cárcel el resto de su vida, de ser extraditado a EE UU.
Carvajal negoció en "secreto" con el juez de la Audiencia Nacional española Manuel García-Castellón para evitar su extradición a EE. UU. a cambio de entregar información “sensible”, que afectaría a la posible financiación ilegal del partido Podemos.Estas acusaciones dieron origen a una causa mediática contra Podemos que finalmente el mismo juez la archivó tras recibir la orden de la Sala de lo Penal.

## Acusaciones políticas a nivel internacional

### Denuncia falsa contra Podemos (partido político español)
En octubre de 2019 Carvajal acudió como testigo a declarar sobre supuestos contratos del despacho del exjuez Baltasar Garzón, Ilocad, con la petrolera venezolana PDVSA, así como también archivos que exhiben pagos de los gobiernos de Hugo Chávez y Nicolás Maduro a miembros del partido de Podemos. Carvajal apuntaba a un presunto financiamiento ilegal de Podemos desde Cuba haciendo uso de la valija diplomática de Venezuela. 
Carvajal, mientras estaba a la espera de que el Tribunal Supremo (TS) se pronunciara su extraditación a los EE. UU., entregó varios documentos que relacionaban pagos de los gobiernos bolivarianos a miembros dirigentes del equipo de Podemos.
Los documentos aportados indicaban que Juan Carlos Monedero era el principal gestor y recibía el dinero durante el gobierno de Nicolás Maduro.En total, se estimaba un pago de más de siete millones de euros a la Fundación Centro de Estudios Políticos y Sociales (CEPS), vinculada al partido, liderado entonces por Pablo Iglesias. La investigación se centró en verificar los documentos que acusaban de un posible delito de financiación ilegal, ya que aportaciones similares habían sido falsificadas por el ambiente cercano a la Policía del Gobierno de M. Rajoy y el ministro de Interior Jorge Fernández Díaz. Los falsos informes policiales generaron noticias conocidas como el informe PISA.Aquella causa fue archivada por el juez Alejandro Abascal al considerar la denuncia como “un conjunto desordenado de reproducciones de noticias publicadas en la prensa”.
Al presentarlos, esos documentos, que fueron revelados por distintos medios de comunicación de ambos lados del Atlántico, al final se mostraron irrelevantes. Las acusaciones remitían a terceras personas ilocalizables o no estaban apoyadas en documentos verificables. Según la Fiscalía española, "el testimonio de Carvajal no aportaba datos concisos". El 3 de marzo de 2022 la Sala de lo Penal de la Audiencia Nacional española aceptó el recurso presentado por la Fiscalía y rechazó investigar las denuncias en contra de Podemos. El propio juez García-Castellón se vio obligado a cerrar de nuevo el caso. En una providencia de junio de 2022, el magistrado expone que
"habiendo decretado el sobreseimiento y archivo de la presente causa con respecto al delito de financiación ilegal de partido político, quedan sin efecto las diligencias de investigación acordadas".
Una vez archivada en 2022 la investigación sobre presuntos pagos de Venezuela a la formación de Pablo Iglesias, por ser una investigación prospectiva, se demostraron falsas las acusaciones de Carvajal, quien tiempo atrás afirmó que el banco desde donde se hacían los envíos se encontraba en la isla de Curazao, cerca de las Granadinas. Estas denuncias se han relacionado con una "treta jurídica" de Carvajal para prolongar su proceso de extradición a los EE. UU.

### Denuncia contra partido político italiano
Antes de ser extraditado a Estados Unidos, Carvajal hizo sus descargos sobre la denuncia del partido político italiano Movimiento 5 Estrellas en la Audiencia Nacional española ante dos representantes de la Fiscalía de Milán, Maurizio Romanelli y Cristiana Roveda; acerca de la investigación de un presunto envío de 3,5 millones de euros, unos 4 millones de dólares, por medio de la valija diplomática de la delegación consular de Venezuela en Italia al fundador del partido, Gianroberto Casaleggio.

### Denuncia contra líderes de la izquierda latinoamericana
En la misma causa mantenida por el juez español García-Castellón, el exmilitar venezolano también denunció otros financiamientos por parte del gobierno de Chaves a diversos políticos y movimientos de izquierda en el mundo, entre ellos Luis Ignácio Lula da Silva en Brasil, Néstor Kirchner en Argentina, Evo Morales en Bolivia, Fernando Lugo en Paraguay, Gustavo Petro en Colombia, Ollanta Humala en Perú o Manuel Zelaya en Honduras. Al igual que ya refiriera información falsa sobre valijas diplomáticas dirigidas a Podemos, también afirmó que el gobierno venezolano aportó 21 millones de dólares para la campaña electoral de Cristina Fernández de Kirchner. Sin embargo, tampoco quedaron probadas dichas acusaciones.

### Extradición a Estados Unidos
Finalmente, el 13 de julio de 2023 el Tribunal Europeo de Derechos Humanos (TEDH) de Estrasburgo dio el pase a España para proceder a la extradición a EE. UU. al no existir el riesgo de que se le imponga una pena de cadena perpetua. La Audiencia Nacional esperó la traducción del documento de la resolución para luego hacer entrega a Interpol y posterior ejecución del traslado a EE UU.
El 19 de julio Hugo Carvajal llega a EE UU para enfrentar cargos por conspirar para traficar cocaína. EE. UU. le acusa de cuatro delitos graves, cada uno penado con hasta cadena perpetua, por intentar introducir 5,6 toneladas de cocaína en el país americano cuando era alto cargo del Gobierno venezolano. El fiscal Damian Williams, del distrito sur de Nueva York, expresó “Según se alega, Carvajal Barrios se aprovechó de su autoridad como director de la agencia de inteligencia militar de Venezuela para corromper las instituciones venezolanas, abusar del pueblo venezolano e importar veneno a Estados Unidos”. Durante una corta audiencia se declaró no culpable. En julio de 2023 se le acusó de estar al mando del Cartel de los Soles.

### Fiscalía de EEUU
En un caso judicial de alto perfil en Nueva York, los fiscales federales se enfrentan a la controversia por su negativa a entregar pruebas en el juicio contra el general venezolano Hugo Carvajal, acusado de actividades relacionadas con el narcotráfico. Los abogados defensores de Carvajal han solicitado acceso a todas las pruebas usadas en casos similares contra otros supuestos miembros del Cartel de Los Soles, argumentando que dicha evidencia podría ser exculpatoria. Sin embargo, la fiscalía ha rehusado esta petición, alegando la falta de coordinación entre distintos equipos y oficinas dentro de la Agencia Antidrogas de Estados Unidos (DEA) que manejan casos sobre el cartel venezolano.Zachary Margulis-Ohnuma, abogado de Carvajal, criticó esta postura del gobierno, calificándola de inconstitucional y antiestadounidense, insistiendo en la obligación de entregar cualquier prueba que pueda demostrar la inocencia de su cliente. Carvajal, extraditado a Estados Unidos desde España en julio de 2023, enfrenta acusaciones de haber utilizado su posición como jefe de la Dirección General de Contrainteligencia Militar (DGCIM) en Venezuela para coordinar el contrabando de aproximadamente 5.6 toneladas de cocaína a México en 2006.
El caso de Carvajal es especialmente notable debido a su previa asociación con el exgobernante venezolano Hugo Chávez, y su posterior distanciamiento del actual gobernante Nicolás Maduro, a quien ha criticado abiertamente. Margulis-Ohnuma expresó su desconcierto ante la resistencia de la fiscalía a buscar y entregar archivos relacionados con otros enjuiciados en Estados Unidos por supuesta vinculación con el cartel venezolano, incluyendo a los ciudadanos venezolanos Carlos Orense Azocar y Pedro Luis Martín.
El 26 de junio de 2025 Hugo Carvajal se declara culpable ante el juez federal del Distrito Sur de Nueva York Alvin K. Hellerstein de cuatro cargos penales entre ellos de narcotráfico por importar cocaína a Estados Unidos, de participar en narcoterrorismo en beneficio del grupo guerrillero Fuerzas Armadas Revolucionarias de Colombia (FARC) y tráfico de armas para dotar a las FARC, a cambio logró  «un acuerdo que deja abierta la posibilidad de cooperar con las fuerzas de seguridad por una reducción de la sentencia», para lo cual ofreció proporcionar a las autoridades estadounidenses documentos y testimonios que involucran a Nicolás Maduro y otros altos funcionarios de su gobierno. El informe detalla que Carvajal participó en actos violentos, incluidos secuestros y asesinatos, para facilitar el tráfico de cocaína, por ahora espera su sentencia. Jay Clayton, fiscal federal interino en Manhattan declaró “La realidad profundamente preocupante es que hay poderosos funcionarios de gobiernos extranjeros que conspiran para inundar Estados Unidos con drogas que matan y debilitan”. Carvajal detalló en una serie de negociaciones tras bastidores y se produce después de que el otrora poderoso general afirmara que el líder venezolano Nicolás Maduro dirige personalmente una vasta empresa criminal transnacional como brazo armado,  estando directamente involucrado en la creación del Tren de Aragua. Carvajal también habría ofrecido proporcionar detalles sobre esfuerzos sistemáticos del gobierno venezolano para cambiar los resultados electorales. Alega que las elecciones presidenciales de 2018 fueron manipuladas.

### Órdenes y condecoraciones
- Orden del Libertador en su quinta clase (Caballero).
- Orden Francisco de Miranda en su tercera clase (Caballero).
- Orden Militar Rafael Urdaneta en su primera clase.
- Condecoración Estrella de Carabobo en su primera clase.